# ハインツ・ツェドニク

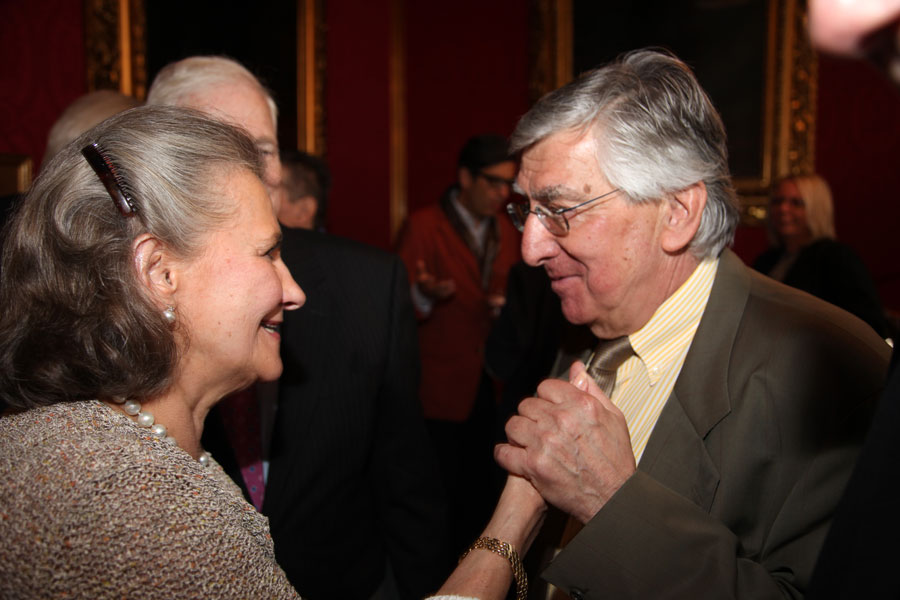
ハインツ・ツェドニク（右）2013年

ハインツ・ツェドニク（ドイツ語: Heinz Zednik、1940年2月21日-）はオーストリアのオペラ歌手（性格テノール）。ウィーン生まれ。

## 経歴
ウィーン市立音楽芸術大学で学び、1964年、グラーツでデビュー。1965年、ウィーン国立歌劇場のメンバーとなった。1970年からバイロイト音楽祭に出演し、性格テノールの先輩歌手に当たるゲルハルト・シュトルツェ、ゲルハルト・ウンガーの後継者としてミーメ、ローゲ、ダーヴィットを歌った。1976年の「100周年リング」(Jahrhundertring)では、ピエール・ブーレーズの指揮、パトリス・シェローの演出によるリングで「ラインの黄金」のローゲ、「ジークフリート」のミーメを歌った。1980年からザルツブルク音楽祭に出演し、ヘルベルト・フォン・カラヤンによりヴェルディ「ファルスタッフ」のバルドルフォ役に起用された。1992年、ザルツブルク音楽祭でヤナーチェクの「死者の家から」に出演した。カラヤンの指揮でR・シュトラウス「ばらの騎士」のヴァルザッキ、クラウディオ・アッバードの指揮で「ホヴァンシチナ」の書記、ジェイムズ・レヴァインの指揮でモーツァルト「魔笛」のモノスタトス、ロリン・マゼールの指揮でUn re in ascoltoの演出家を歌った。
歌曲にも特徴的なレパートリーを築いた。エルンスト・クシェネクの歌曲集「オーストリア・アルプスの旅行日記」、R・シュトラウスの「商人の鑑」、ツェドニクに献呈されたフランツ・テューラウアーの「グリューンスパン歌曲集」(Grünspan-Lieder)などがある。ウィーン歌曲の古典的作品の歌い手としても定評がある。
テノールの高音域による柔軟な声質で喜劇的役柄、道化役を得意とし、皮肉たっぷりの表現に秀でており、小柄でやせ型の体格もあり、ツェドニクが理想的と評価される役柄は数多い。若いころは二枚目役もこなしており、グスタフを演じたレハールの「微笑みの国」が映画として残っている。

## 顕彰
- 1980年：オーストリア宮廷歌手(Österreichischer Kammersänger)
- 1983年：グラミー賞「ベスト・オペラ・レコーディング」
- 1991年：グラミー賞「ベスト・オペラ・レコーディング」
- 1994年：ウィーン国立歌劇場名誉団員
- 2000年：オーストリア名誉十字勲章、学術・芸術1等(Österreichisches Ehrenkreuz für Wissenschaft und Kunst I. Klasse)
- 2001年：ウィーン市・名誉金メダル(Ehrenmedaille der Bundeshauptstadt Wien in Gold)
- 2016年：「金のヨハン・シュトラウス」(Goldener Johann Strauss)